# 金斗英
金斗英（김두영，1922年12月24日—1985年9月11日），北韓政治人物，官至朝鮮勞動黨中央委員會委員、內閣總總理及最高人民會議代議員。

## 生平
金斗英出生於平安北道，後來加入北韓政府和朝鮮勞動黨。之後，他成為產業部長和書記長。1948年，他被任命為運輸局檢察部長。1953年，出任長津江發電站經理。1977年，他被選為黨中央委員。1982年，他在最高人民會議選舉中當選為代議員。1977年，他還晉升為內閣總總理。另外，他曾獲勳金日成勛章及第一國旗勛章。1985年9月11日，金斗英去離，死因不明，他被葬在愛國烈士陵。

## 資料來源
1. 1 2 3 4  .   [2014-02-13]. （原始内容存档于2015-09-23）.
2. ↑  国家機関要人名簿 的存檔，存档日期2013-01-21.